# Hemaris aethra
Hemaris aethra är en fjärilsart som beskrevs av John Kern Strecker 1875. Hemaris aethra ingår i släktet Hemaris och familjen svärmare, Sphingidae. Detta Taxon betraktades tidigare som synonym till Hemaris diffinis men återfördes till full artstatus av Schmidt 2018. Det har ännu inte accepterats som art av alla auktoriteter, exempelvis The Global Lepidoptera Names Index (LepIndex), Natural History Museum har inte upphöjt den till art.

## Utbredning
Hemaris aethra finns i nordöstra USA och lite upp i sydöstra Kanada och följer utbredningen av dess värdväxt, getris (Diervilla lonicera).